# We Don't Have to Take Our Clothes Off
We Don't Have to Take Our Clothes Off, i Europa utgiven under titeln We Don't Have To... är en låt från Jermaine Stewarts andra studioalbum Frantic Romantic (1986). Den skrevs och producerades av Narada Michael Walden med texttillägg av Preston Glass. Skivbolaget Arista gav ut låten som huvudsingel från Frantic Romantic den 8 januari 1986. "We Don't Have to Take Our Clothes Off" är en R&B-, pop- och danspop-låt i upptempo, i samma glada och lättsamma stil som Waldens tidigare utgivning. I texten franför låtens jag till sin dejt att han vill vänta med att ha sex. Texten uppmärksammades för att den vände på traditionella könsroller och även att den speglade verkligheten för homosexuella män i början av AIDS-epidemin.
"We Don't Have to Take Our Clothes Off" blev Stewarts största hitlåt. Låten blev en succé i flera länder, främst i Kanada där den nådde andraplatsen och mottog ett guldcertifikat av Music Canada. Den nådde topp tio i Storbritannien, Irland och Nederländerna. I USA nådde den som bäst femteplatsen på amerikanska singellistan Billboard Hot 100. Trots att den var en R&B-låt blev den aldrig populär på R&B-marknaden i USA. I den genren stannade låten på 64:e plats på listan Hot Black Singles. 
Stewart avled 1997 till följd av AIDS-relaterad levercancer. Efter hans bortgång har "We Don't Have to Take Our Clothes Off" fortsatt att vara populär och beskrivits som en "Pride-hymn". Den är rankad i Rock Song Index: The 7500 Most Important Songs for the Rock and Roll Era av musikjournalisten Bruce Pollack. En mängd artister har spelat in covers av låten. Mest framgångsrik var Ella Eyres balladversion som blev platinacertifierad i Storbritannien och Danmark samt guldcertifierad i Sverige.

## Bakgrund

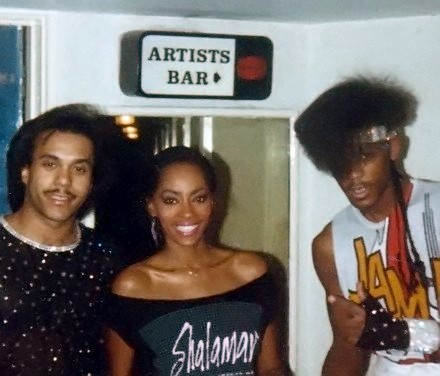
R&B-gruppen Shalamar (på bild, 1982) vilka Stewart jobbade som dansare för innan han fick ett skivkontrakt.

Jermaine Stewart,  Jody Watley och Jeffrey Daniel blev vänner när de jobbade tillsammans som dansare i det amerikanska TV-musikprogrammet Soul Train. Tillsammans gick trion på audition för den amerikanska R&B-gruppen Shalamar som 1977 sattes ihop av Soul Train-grundaren Don Cornelius och hans medarbetare Dick Griffrey. Watley och Daniel fick platser i gruppen, Stewart inte. Istället tog han jobb som dansare på Shalamars spelningar runtom i Nordamerika. En tid senare träffade Stewart Culture Club-basisten Mikey Craig som såg hans potential som sångare. Craig hjälpte Stewart att spela in en demo. En kort tid senare fick han även köra på Culture Clubs "Miss Me Blind" (1983).
Efter att ha säkrat ett skivkontrakt med Arista Records kom Stewarts debutsingel "The Word Is Out" (1984), från albumet med samma namn. Både låten och albumet blev blygsamma framgångar men Stewart började snabbt jobba på ett nytt album med titeln Frantic Romantic (1986). 1985 öppnade musikproducenten Narada Michael Walden sin nya och då ultramoderna inspelningsstudio Tarpan Studios, belägen i utkanten av San Francisco. Där producerade han skivor med några av tidens största artister som Stacy Lattisaw, Al Green, Diana Ross och George Michael.

## Inspelning
En av de första artisterna att spela in musik på Tarpan Studios var Stewart som anlände till studion på skivbolagsmogulen Clive Davis begäran. Med Preston Glass som låtskrivare och Walden som producent spelade de in låten med Stewart under sommaren 1985. Om skapandet av "We Don't Have to Take Our Clothes Off" kommenterade Walden vid en tillbakablick 2014:

På den tiden brukade Preston skriva fyra eller fem låtar i taget åt mig och ['We Don't Have to Take Our Clothes Off'] var en av de jag hörde på kassettband. Jag minns att jag tänkte: 'Den här skulle vi kunna ta och skala upp genom att ta Prestons idé och ge den allt vi har'. Vi hade väldigt roligt när vi gjorde den och när vi gav den ett stort beat och mycket hjärta."

Walden ansåg att Stewart var "precis rätt person att leverera låten" och beskrev tiden tillsammans i inspelningsstudion som "livfull, rolig och lättsam". Om att producera för Stewart sa Walden: "Jermaine var, precis som Michael Jackson, en fantastisk dansare. Jag ville vara väldigt noggrann och säker på att låten passade honom så att han skulle kunna dansa och gå fullt ut med den, precis som när jag producerade åt Michael Jackson." Vid inspelningen arbetade Mike Couzzi som ljudtekniker medan Chris Amigo spelade elgitarr och Fro Sossa keyboards.

## Utgivning och marknadsföring
"We Don't Have to Take Our Clothes Off" gavs ut som huvudsingeln från Frantic Romantic. Den skickades till både amerikansk R&B- och popradio (urban contemporary och contemporary hit radio) den 8 januari 1986. Fysiska exemplar av singeln salufördes i form av 7" och 12" vinylskivor. I Nordamerika innehöll singlarna en dansremix skapad av Lewis A. Martine, en "Dub"-version samt den kortare radioversionen. I Storbritannien inkluderades låten "Brilliance" som b-sida. Stewart marknadsförde låten genom ett flertal livespelningar. Den 14 juni medverkade han i ett avsnitt i musikprogrammet Soul Train tillsammans med Cherrelle och Janet Jackson. Den 5 juli uppträdde han i American Bandstand med både "We Don't Have to Take Our Clothes Off" och albumspåret "Jody". Den 28 augusti framförde han låten i det brittiska TV-programmet Top of the Pops. Ytterligare spelningar skedde i Club MTV samt i pratprogram i Danmark och Nederländerna.
Musikvideon till "We Don't Have to Take Our Clothes Off" regisserades av David Fincher som tidigare regisserat George Michaels "Freedom '90" samt Madonnas "Express Yourself" och "Vogue". Den filmades i SIR Studios i Los Angeles och hade världspremiär i det amerikanska musikvideoprogrammet Video Soul två månader efter singelutgivningen. I videon ses Stewart utföra danskoreografi tillsammans med flera bakgrundsdansare. Som med de flesta musikvideor av homosexuella från tidsperioden, var Stewarts läggning inte uppenbar då hans kärleksintresse spelades av en kvinna istället för en man – Playboy-modellen Liz Steward. Musikvideon blev populär och visades i regelbunden rotation hela nätterna på amerikanska musikvideokanaler. Populariteten blåste nytt liv i singelförsäljningen som hade tappat fart sedan utgivningen. År 2014 rankade Kristy Puchko från Vulture den bland Finchers bästa musikvideor i karriären.

## Komposition och textanalys

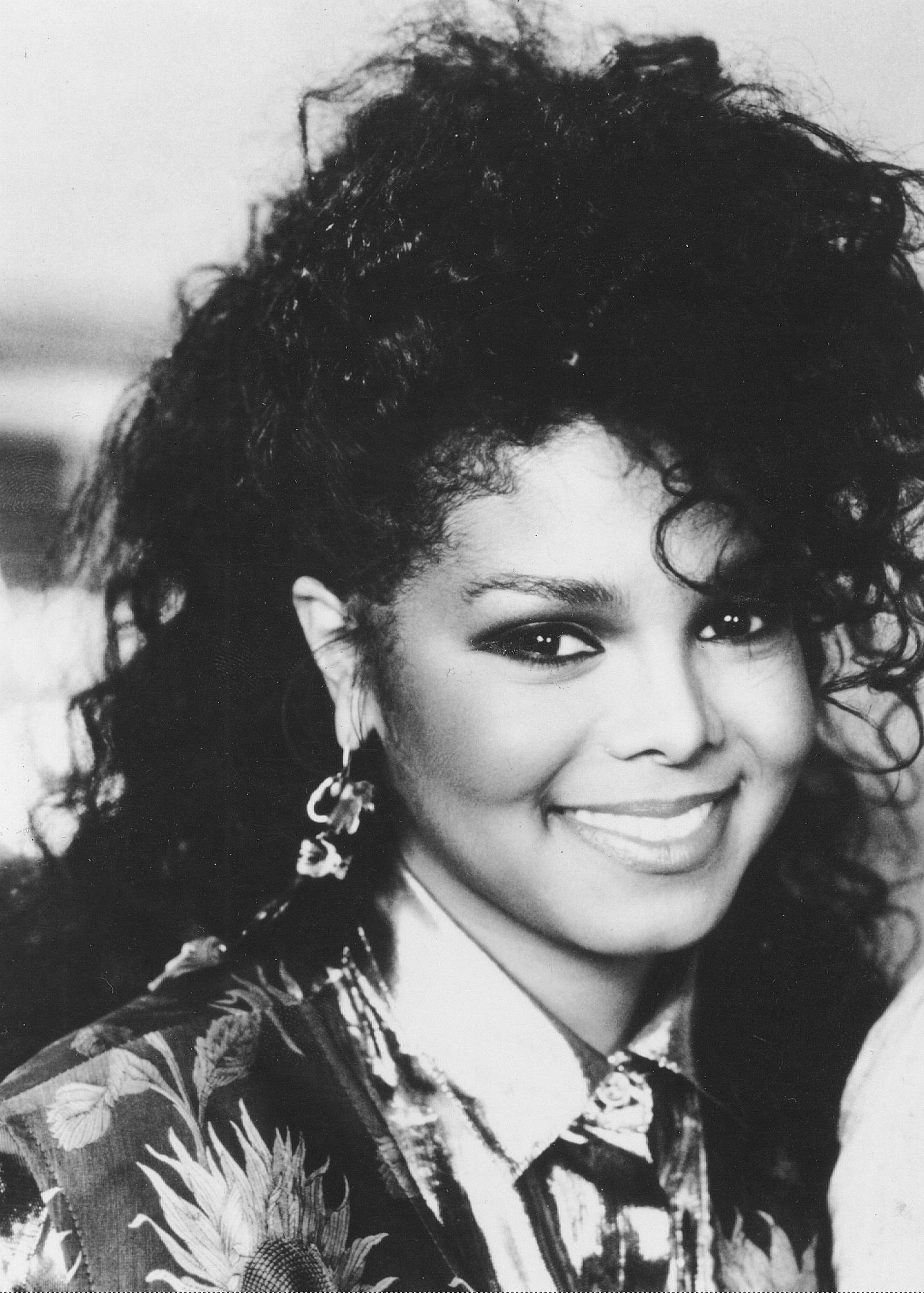
Tematiskt har "We Don't Have to Take Our Clothes Off" jämförts med "Let's Wait Awhile" (1986) av Janet Jackson (på bild, 1986).

"We Don't Have to Take Our Clothes Off" är en R&B-, pop-, och danspoplåt med en speltid på fyra minuter och fem sekunder (4:05). Den har ett snabbt tempo och utgår från 120 taktslag per minut. Låten går i E dur och melodin sträcker sig över en oktav, från H till H.
"We Don't Have to Take Our Clothes Off" beskriver hur Stewart uppmanar sin dejt att de ska vänta med att ha sex och lära känna varandra först. Han uppmanar personen att "visa lite klass" innan han sjunger: "Why do you have to move so fast? We don’t have to take our clothes off, to have a good time". Frånsett att hans närmsta vänner visste, var Stewart under 1980-talet inte öppen med sin homosexualitet. Vid låtens utgivning hade AIDS-epidemin tagit fart i USA och antalet fall skjutit i höjden, samtidigt som Vita huset och USA:s republikanska regering ännu inte kommenterat krisen. Den begränsade kunskapen kring sjukdomen skapade en hysteri och stigmatisering. Webbplatsen Gran Varones beskrev texten som en queerkonversation om sex och närhet under en tid där AIDS omkullkastade HBTQ-individers liv. Enligt samma webbplats kastade låttexten om de traditionella könsrollerna inom popmusiken där det oftast var kvinnor som efterfrågade intimitet istället för sex. Med textversen "Just slow down if you want me/ A man wants to be approached cool and romantically" påminner Stewart sin dejt att han inte bara är ett "stycke kött". David Hudson, en skribent vid Queerty, jämförde texten med Janet Jacksons "Let's Wait Awhile" som gavs ut i januari 1986 och avhandlade ett liknande tema.
Att "We Don't Have to Take Our Clothes Off" uppmanade till att avstå sex var något som USA:s regering och media gillade, eftersom låttexten förstärkte dåvarande råd om att det bästa sättet att förebygga smittspridningen av AIDS var att avstå från sex. I en tillbakablickande textanalys publicerad 2021 refererade webbplatsen Gran Varones till passagen: "The night is young, so are we/ Let’s just get to know each other, slow and easily" och skrev: "Sex kan ge en känsla av samhörighet, ett sätt att länka samman personer och ge tillfälle att vara ömsinta med varandra. Om man lyssnar noga med HBTQ-glasögonen på kan man även höra en slags vädjan för överlevnad av en samhällsgrupp som blivit övergivna och fått klara sig själva."
I en intervju med Donnie Simpson 1988 berättade Stewart om inspirationen bakom texten. Han sade: "Jag tror att den fick folk att haja till lite. Vi refererade inte bara till kläder utan ett steg längre. Vi ville att låten skulle reflektera alla negativa saker som grupptryck kan orsaka och att man inte måste göra dem. Du måste inte köra rattfull, du måste inte börja med droger tidigt, kvinnor måste inte bli med barn tidigt. Så att vi använde just 'kläder' var bara för att fånga folks uppmärksamhet, vilket vi lyckades med och jag är glad att vi levererade ett positivt budskap." Att "We Don't Have to Take Our Clothes Off" kritiserade dessa föreställningar reflekterade också klimatet i musikbranschen vid tidpunkten enligt webbplatsen The Pop Culture Experiment. Året innan låtens utgivning hade Parents Music Resource Center framgångsrikt fört fram ett lagförslag i Amerikanska senaten som innebar att låttexter som innehöll referenser till sex, våld, alkohol och droger skulle märkas upp med varningsmeddelandet Parental Advisory.

## Mottagande

### Kritikers mottagande
Billboard rankade "We Don't Have to Take Our Clothes Off" som en av de bästa låtarna på Frantic Romantic. Den amerikanska musiktidningen Cash Box skrev: "Den livliga produktionen från Narada Walden tillsammans med Stewarts sårbara, angelägna sång kommer att gå hem hos lyssnare av R&B såväl som pop". Vid en tillbakablick 2024 beskrev David Hudson från Queerty låten som "popbriljans" medan The Guardian ansåg att den var en "lättsam, dansant 80-talslåt" som var "absurt trallvänlig".

### Kommersiellt mottagande
"We Don't Have to Take Our Clothes Off" blev Stewarts största singelframgång i karriären och  den låt han mest förknippats med. Låten gavs ut i början av 1986 och klättrade sedan på radiolistorna i USA. Den 21 juni rapporterade Billboard att låten stod för veckans andra största ökning i antal spelningar på popradio. Veckan efter var låten en av de mest spelade, och blev topp-tio på fjorton radiostationer i landet samtidigt som den nådde plats 35 på Billboard Hot 100, vilket var en ny topposition för singeln på listan. Den 5 juli hade "We Don't Have to Take Our Clothes Off" näst flest radiospelningar efter Madonnas "Papa Don't Preach" (1986). Populärast var låten i Houston, San Antonio, Charleston, och i delstaterna Pennsylvania, Florida och Kalifornien. Den 2 augusti nådde låten topp tio på Hot 100-listan och blev därmed Waldens fjärde topp-tio-hit på mindre än ett år efter Aretha Franklins "Freeway of Love" (1985) och "Who's Zoomin' Who" (1985) samt Whitney Houstons "How Will I Know" (1985). Den blev samtidigt Stewarts första singel att nå topp tio. Den 9 augusti nådde låten femteplatsen vilket till sist blev dess topposition. Den behöll placeringen i ytterligare en vecka. Billboard noterade att låten, trots framgångarna på popmarknaden, ratades av R&B-radiostationer. Den nådde som högst plats 65 på R&B-topplistan Hot Black Singles.
Utanför USA hade "We Don't Have to Take Our Clothes Off" varierande framgång. I Australien blev låten topp-40-placerad på landets singellista Kent Music Report. I Kanada nådde den tredjeplatsen på landets singellista sammansatt av RPM. Den blev guldcertifierad av Music Canada den 18 november 1986. I Storbritannien nådde låten andraplatsen på UK Singles Chart och blev både Stewarts och Waldens mest framgångsrika singel under sina respektive karriärer. År 2011 fick låten åter ökad popularitet varpå den återigen gick in på UK Singles Chart och nådde plats 29. Den gick även in på R&B-listan UK R&B Singles Chart och nådde sjundeplatsen. "We Don't Have to Take Our Clothes Off" blev guldcertifierad av British Phonographic Industry (BPI) den 17 februari 2023.

## Arv och coverversioner
Stewart avled 1997 endast 39 år gammal till följd av AIDS-relaterad levercancer. Sedan utgivningen i USA har "We Don't Have to Take Our Clothes Off" beskrivits som en signaturmelodi för 1980-talets AIDS-epidemi och en "Pride-hymn". Den blev en av Waldens största radiohits som producent och spelades fortfarande regelbundet i amerikansk radio 2014. År 2005 rankades den i Rock Song Index: The 7500 Most Important Songs for the Rock and Roll Era av musikjournalisten Bruce Pollack. Musikjournalisten Bob Stanley förklarade att en av anledningarna till låtens framgångar kunde härledas till dess budskap om att avstå sex och att den var en produkt av sin tid. Enligt Stanley ignorerades och trivialiserades AIDS under mitten av 1980-talet och om sjukdomen uppmärksammades alls sågs den endast som en "sjukdom som drabbade homosexuella eller knarkare". Fram till låtens utgivning hade krisen inte diskuterats inom popmusiken. År 2024 omnämndes den av Queerty som en av de bästa musikstyckena av HBTQ-artister eller allierade som uppmanade till säkrare sex.
Nya versioner av låten har spelats in av en mängd artister. Brittiska flickgruppen Clea samarbetade med musikproducenterna Da Playaz på en coverversion 2005. I gruppens hemland nådde den som bäst plats 35 på singellistan UK Singles Chart. Under sommaren 2006 nådde låten förstaplatsen på singellistan i Hong Kong. Cleas version innehöll inga större musikaliska förändringar förutom en uppdaterad produktion. 2007 spelade gruppen The Hot Stewards in en cover i genren poppunk. Den kanadensiska electropop-gruppen Kids On TV spelade in en version till deras album Mixing Business with Pleasure (2007). Gruppens version innehöll nedstrippad produktion och autotunad sång. Den brittiska barnstjärnan Lil Chris spelade in en poppunk-cover på låten 2008, vilken inkluderades på hans andra studioalbum What's It All About? (2008). Hans version behöll originalets danspopkänsla med keyboards och horn, men inte gitarr och trummor.
Den brittiska soulsångerskan Ella Eyre spelade in en cover på "We Don't Have to Take Our Clothes Off" 2013. Den inkluderades på samlingsalbumet Virgin Records: 40 Years of Disruption (2013) och på hennes debutalbum Feline (2015). Hennes version innehöll inte refrängens "Na na na na", hade långsammare tempo och bytte ut keyboards mot piano och stränginstrument. Patrick Garvin, en skribent för webbplatsen Pop Culture Experiment, kommenterade Eyres version: "Hennes bluesfyllda sång låter smärtsamt hjärtekrossad, som om hon vore helt utmattad över att tvingas upprepa sig en gång för mycket. Genom att förvandla 'We Don't Have to Take Our Clothes Off' till en ballad, förde Eyre ut ett djupare budskap ur texten än vad kanske Narada Michael Walden och Preston Glass trott var möjligt." Eyres balladversion av låten nådde plats 54 på Storbritanniens singellista och har i sin tur inspirerat många andra artisters coverversioner.

## Format och låtlistor
Information hämtad från Discogs
| 1. | "We Don't Have to Take Our Clothes Off" (Dance Remix)   | 5:45 |
| 2. | "We Don't Have to Take Our Clothes Off" (DUB)           | 6:40 |
| 3. | "We Don't Have to Take Our Clothes Off" (Short Version) | 4:05 |

| 1. | "We Don't Have to Take Our Clothes Off" | 4:05 |
| 2. | "Brilliance"                            | 4:43 |

## Medverkande
Information hämtad från Discogs
- Jermaine Stewart – sång, bakgrundssång
- Narada Michael Walden – producent, arrangemang, text
- Preston Glass – text
- Lewis A. Martineé – producent (remix), ljudmix
- Mike Couzzi – ljudteknik
- Chris Amigo – gitarr
- Fro Sossa – keyboards
- Donn Davenport – art director
- Rebecca Tachna – design
- Jane Hoffman – stylist
- Steve Prezant – fotograf

## Topplistor
| Lista (1986)                                 | Topplacering |
| -------------------------------------------- | ------------ |
| Australien (Kent Music Report)               | 37           |
| Irland (Irish Singles Chart)                 | 4            |
| Kanada RPM 100 Singles                       | 3            |
| Nederländerna (Dutch Top 40)                 | 7            |
| Nederländerna (Single Top 100)               | 13           |
| Nya Zeeland (Recorded Music NZ)              | 27           |
| Storbritannien UK Singles Chart (OCC)        | 2            |
| USA Billboard Hot 100                        | 5            |
| USA Hot Dance Club Play (Billboard)          | 41           |
| USA Hot Black Singles (Billboard)            | 65           |
| USA Cash Box Top 100 Singles                 | 9            |
| USA Top 30 Music Videos (Cash Box)           | 6            |
| USA Top 40 (Gavin Report)                    | 5            |
| USA Contemporary Hit Radio (Radio & Records) | 7            |

| Lista (2011)                              | Topplacering |
| ----------------------------------------- | ------------ |
| Irland (Irish Singles Chart)              | 30           |
| Storbritannien UK Singles Chart (OCC)     | 29           |
| Storbritannien UK R&B Singles Chart (OCC) | 7            |

| Lista (1986)                                   | Topplacering |
| ---------------------------------------------- | ------------ |
| Belgien (Ultratop 50 Flandern)                 | 82           |
| Nederländerna (Dutch Top 40)                   | 62           |
| Nederländerna (Single Top 100)                 | 94           |
| Kanada RPM Top 100 Singles                     | 18           |
| Storbritannien Top 100 Singles (Music & Media) | 14           |
| USA Billboard Hot 100                          | 60           |
| USA Cash Box Top 100 Singles                   | 81           |

## Certifikat och försäljning
| Kanada (Music Canada)           | Guld | 50 000^  |
| Storbritannien (BPI)            | Guld | 400 000^ |
| ^siffror baserade på certifikat |      |          |

## Utgivningshistorik
| Land | Datum          | Utgåva     | Format  | Skivbolag | Ref.  |
| ---- | -------------- | ---------- | ------- | --------- | ----- |
| USA  | 8 januari 1986 | Radio Edit | Radio ( | Arista    | [ 5 ] |